# Эриксон (тауншип, Миннесота)
Эриксон (англ. Ericson) — тауншип в округе Ренвилл, Миннесота, США. На 2000 год его население составило 253 человека.

## География
По данным Бюро переписи населения США площадь тауншипа составляет 94,1 км², из которых 94,0 км² занимает суша, а 0,1 км² — вода (0,08 %).

## Демография
По данным переписи населения 2000 года здесь находились 253 человека, 88 домохозяйств и 73 семьи.  Плотность населения —  2,7 чел./км².  На территории тауншипа расположено 98 построек со средней плотностью 1,0 построек на один квадратный километр. Расовый состав населения: 98,02 % белых, 1,19 % азиатов, 0,40 % c Тихоокеанских островов и 0,40 % приходится на две или более других рас. Испанцы или латиноамериканцы любой расы составляли 0,79 % от популяции тауншипа.
Из 88 домохозяйств в 35,2 % воспитывались дети до 18 лет, в 72,7 % проживали супружеские пары, в 2,3 % проживали незамужние женщины и в 17,0 % домохозяйств проживали несемейные люди. 17,0 % домохозяйств состояли из одного человека, при том 9,1 % из — одиноких пожилых людей старше 65 лет. Средний размер домохозяйства — 2,88, а семьи — 3,18 человека.
26,9 % населения — младше 18 лет, 9,5 % — в возрасте от 18 до 24 лет, 26,5 % — от 25 до 44, 24,5 % — от 45 до 64, и 12,6 % — старше 65 лет. Средний возраст — 38 лет. На каждые 100 женщин приходилось 121,9 мужчин.  На каждые 100 женщин старше 18 приходилось 117,6 мужчин.
Средний годовой доход домохозяйства составлял 51 250 долларов, а средний годовой доход семьи —  51 458 долларов. Средний доход мужчин —  28 750  долларов, в то время как у женщин — 25 357. Доход на душу населения составил 21 454 доллара. За чертой бедности находились 5,5 % семей и 4,1 % всего населения тауншипа, из которых 12,1 % старше 65 лет.